# Podhradí (Chebi járás)

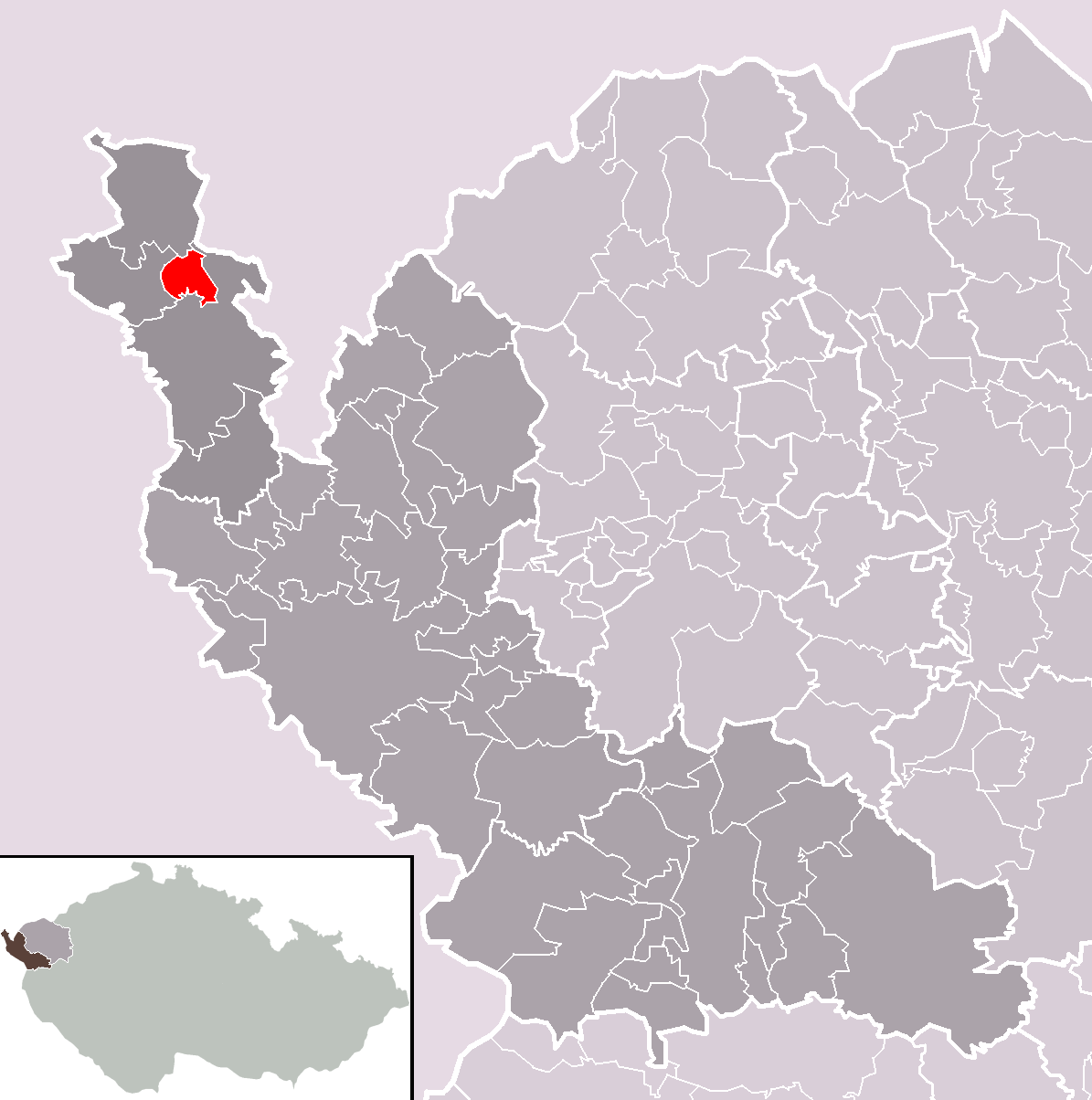
A község közigazgatási területe

Podhradí (németül Neuberg) község Csehországban a Karlovy Vary-i kerület Chebi járásában. A községhez tartozik még a 12 lakóházból álló Marak. Korábban hozzá tartoztott a már megszűnt Elfhausen, valamint a jelenleg Krásnához tartozó Kamenná, továbbá a Smrčina-kastély.

## Fekvése
Az Aši-kiszögellésben, az Aši-patak (csehül Ašský potok) bal partján, Aš-tól 5 km-re északkeletre fekszik.

## Története
Az 1288-ban kiadott oklevél szerint Neubergi Albrecht halálát követően várát I. Rudolf cseh király egy plaueni nemesnek adományozta, de tőlük rövidesen visszakerült a Neuberg-családhoz. IV. Károly német-római császár uralkodása idején várát lerombolták, de ekkor még újjáépítették. 1392-ben Zedtwitz Konrád örökölte, felesége a Neuberg-családból származó Hedwig révén. A környékbeli birtokok fokozatos megvételét követően is a család Asch-vidéki központja maradt. A Zedtwitzek huszita háborúkban tanúsított pártatlansága miatt, Luxemburgi Zsigmond 1422-ben függetlenítette a Zedtwitz-birtokot Cheb város bíróságától. 1470 és 1490 között a Zedtwitzek felépítették a Jó pásztor templomot, melyet a 16. században átépítettek. Az 1610-ben bekövetkezett tűzvész következtében, mely a vár pusztulását is okozta, megszűnt központi jellege, s a több részre szakadt család egyes ágai a jelenlegi Kopaniny, Smrčina, Doubrava, Aš és Podhradí területén építették fel birtokrészeik új központjait, kastélyaikat. Két itteni kastélyuk is ebből az időszakból származik. Ezen új birtokviszonyok többsége egészen 1945-ig volt érvényben. Az iskola épületét, mely manapság is áll, 1717-ben építették. A 19. század közepe táján már közel 2000 lakosú, fejlődésnek indult település textiliparral, papírgyárral is rendelkezett. Sörgyárát és az egyik kastélyt (Horní zámek) tűzvész pusztította el 1902-ben. A település sorsát a második világháború és az azt követő évek tragikus eseményei megpecsételték. Német nemzetiségű lakosságát 1946-ban kitelepítették. Lakossága ekkor nagy mértékben lecsökkent, s azóta is folyamatosan csökken. Az önálló községet a II. világháború után egyesítették Doubrava és Kopaniny településekkel. 1975-ben közigazgatásilag Ašhoz csatolták, de 1990-től ismét önálló község. Lakóinak száma a 2000-es években kezdett kismértékben növekedni.

## Lakossága
| Év            | 1850 | 1930 | 1947 | 1961 | 1970 | 2001 | 2006 |
| ------------- | ---- | ---- | ---- | ---- | ---- | ---- | ---- |
| Lakosok száma | 1919 | 2002 | 540  | 321  | 257  | 166  | 175  |

A település népessége az elmúlt években az alábbi módon változott:
| Lakosok száma | 1461 | 1466 | 2009 | 454  | 180  | 166  | 198  | 197  | 205  | 216  |
|               | 1869 | 1890 | 1921 | 1950 | 1980 | 2001 | 2017 | 2019 | 2022 | 2024 |

## Nevezetességek
- Neuberg-várának romjai a 13. századból. Aš környékének egyik legrégibb műemléke. Csupán a 22 m magas vártorony maradt fenn, mely egy 29 m magas sziklaszirten magasodik. A torony kerülete 19,2 m. Jelenlegi ismereteink szerint a vár egykori kinézete sem maradt fenn.
- A Zedtwitz-kastélyok romjai (csehül Horní zámok, Dolní zámok). Közülük az egyik, az egykori vár közelében épült fel, az elpusztult vár köveiből. 1902-ben leégett, azóta nem újították fel.
- A Jó pásztor templom. A vár szomszédságában 1470 és 1490 között építtette a Zedtwitz-család, a 17. század közepén bővítették. Tornya még az átépítés előtti, hajója azonban már a barokk átépítés eredménye. Belső faburkolatát szögek mellőzésével rögzítették. Festményei Rodius von Föslau 1711-ben készített alkotásai. Oltárát és a kar padjait Jindřich Šimon Zietler készítette 1710-ben. Az edikulát a vár ábrázolása díszíti. A templomépület jelenleg nem látogatható, istentiszteleteket is ritkán tartanak falai között.
- Az 1848/1849, 1859 és 1866. évi háborúk áldozatainak emlékművét 1893-ban emelték.
- Az első világháború áldozatainak emlékműve.
- Kőkereszt Marak településrészen.
- A községet érintő 2059 és 2061 számú kerékpárutak, valamint a kék és a zöld jelzésű turistaösvények.
- Bílý Halštrov vízduzzasztó.
- A vár környékén 1992-től kezdődően évente rendszeresen megrendezett Podhradí-i búcsú.

## Közlekedés
Aš felől megközelíthető a 216 számú közúton, mely aztán Kopaniny és Doubrava érintésével az államhatáron végződik. Vasúton a Cheb - Hranice v Čechách vonalon közelíthető meg, megállóhelye azonban csak a Kamenná településrészen van.

## Képtár

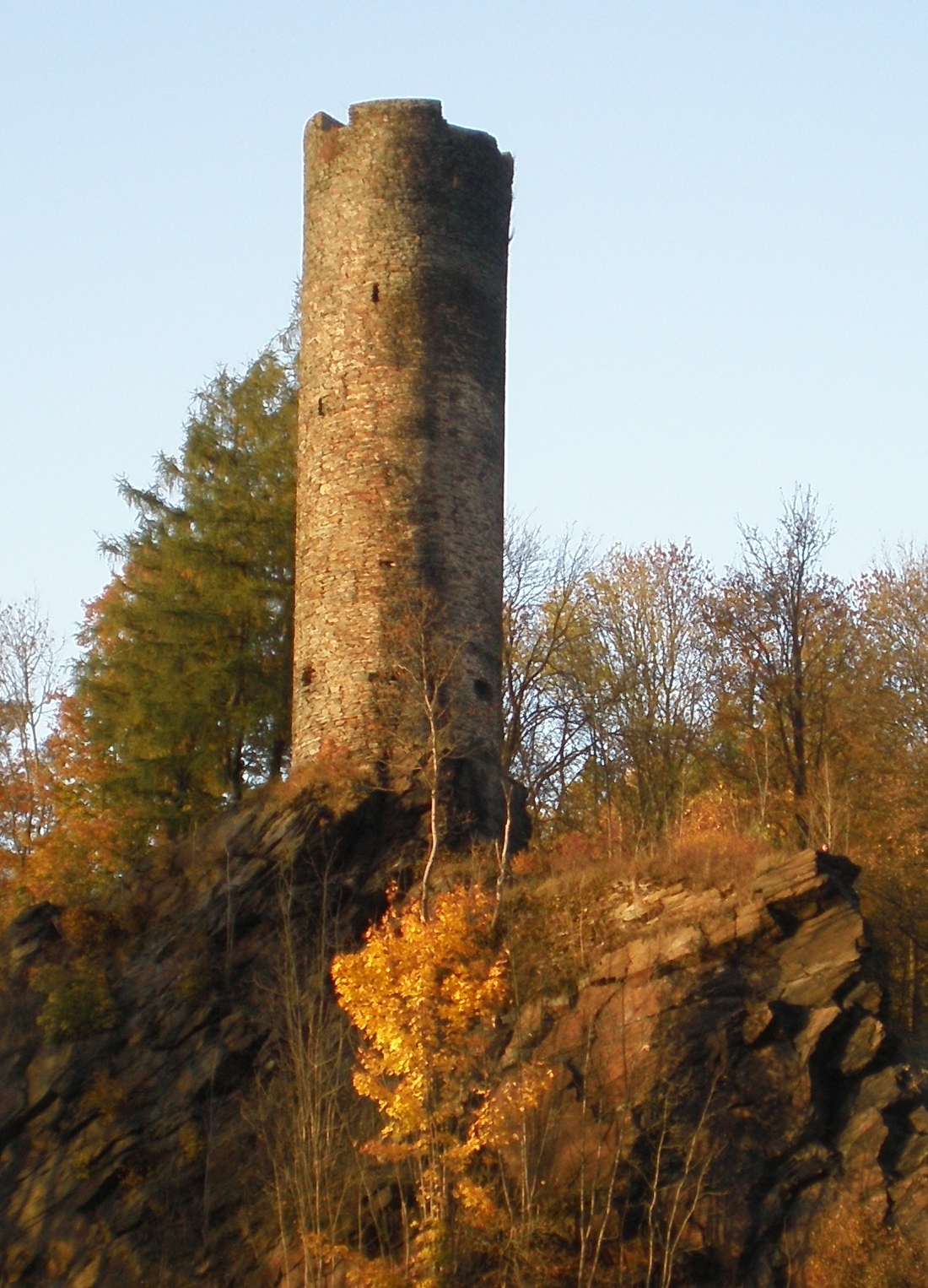
Neuberg várának tornya
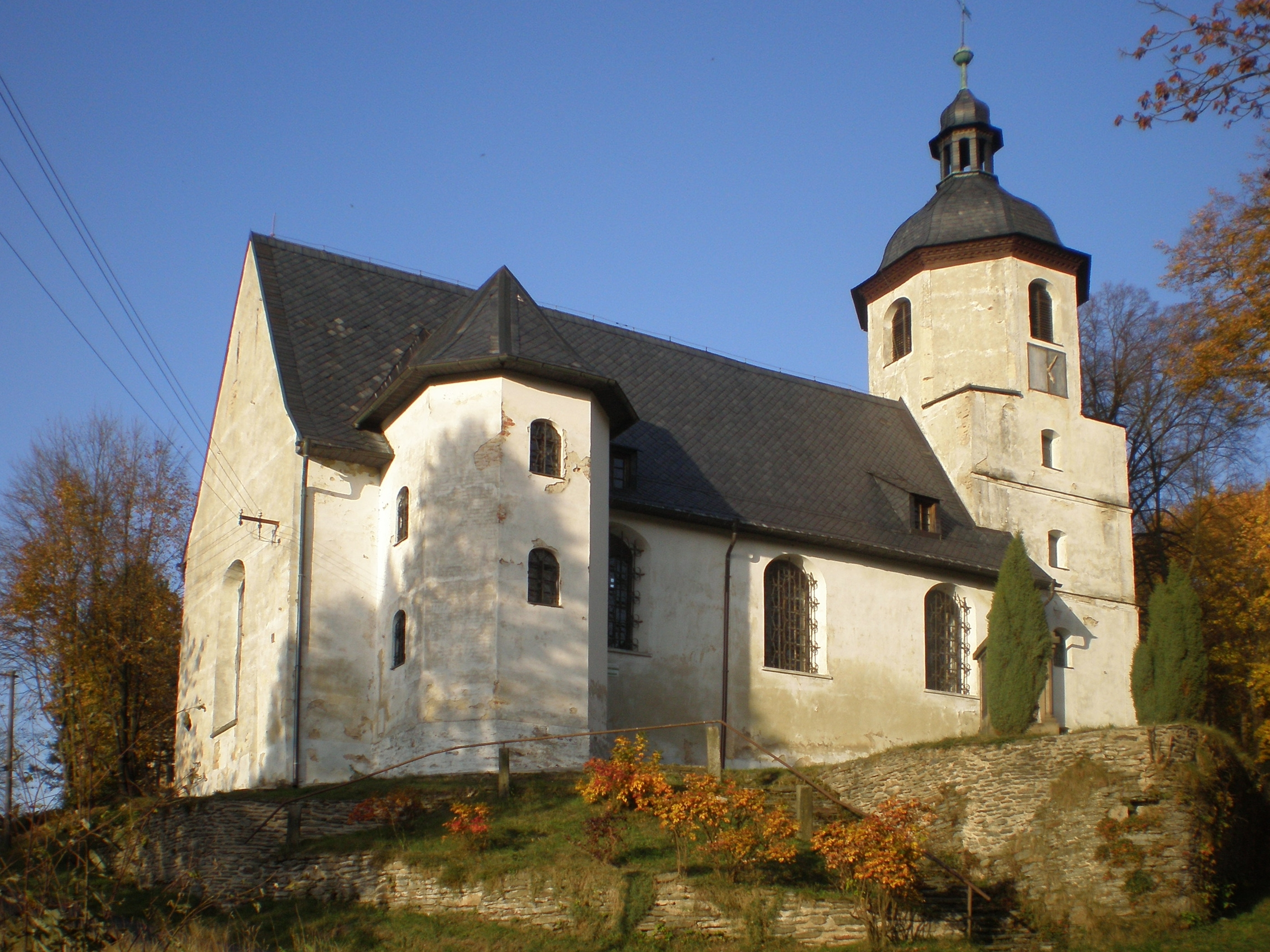
Jó pásztor templom
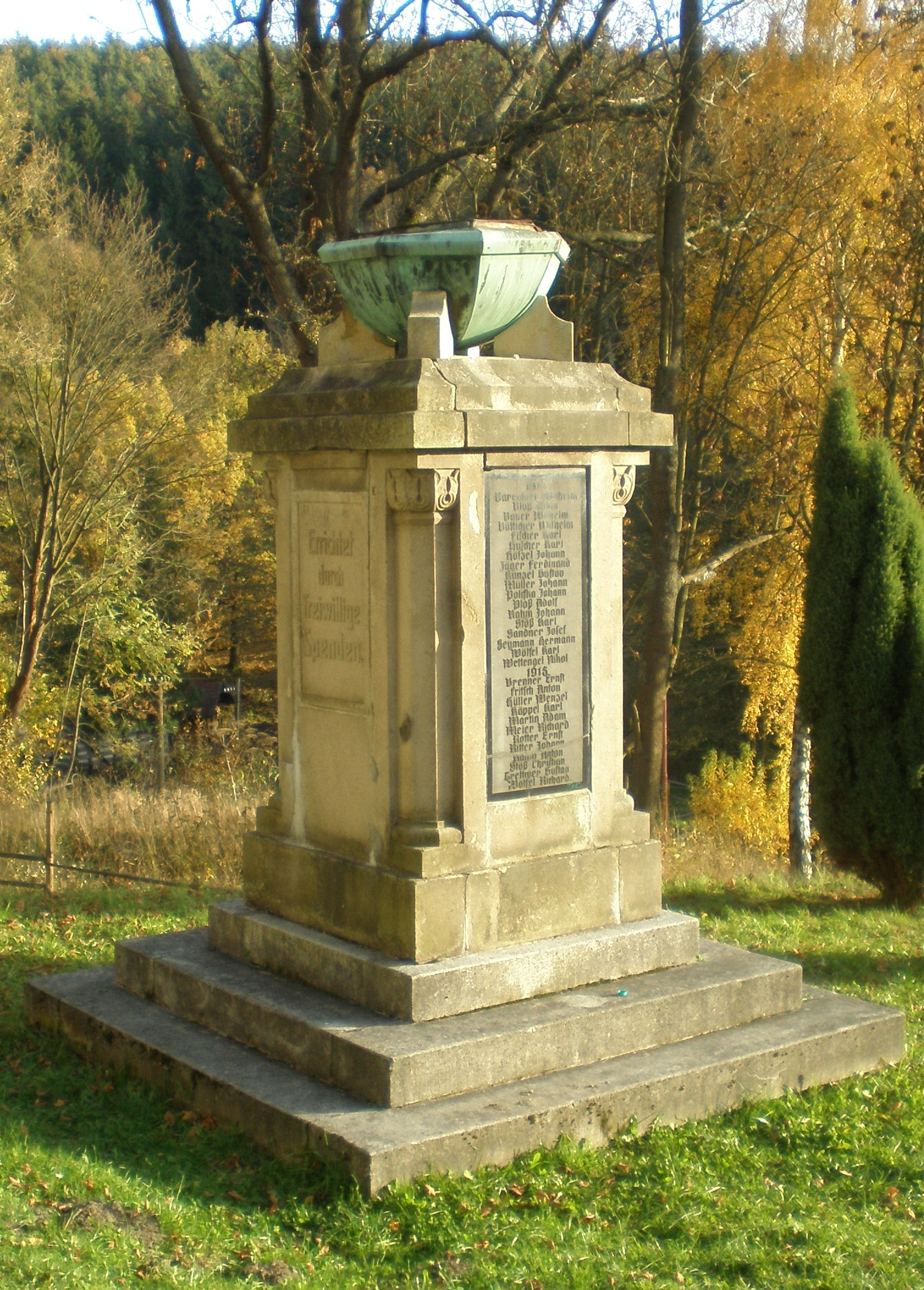
Az I. világháború áldozatainak emlékműve
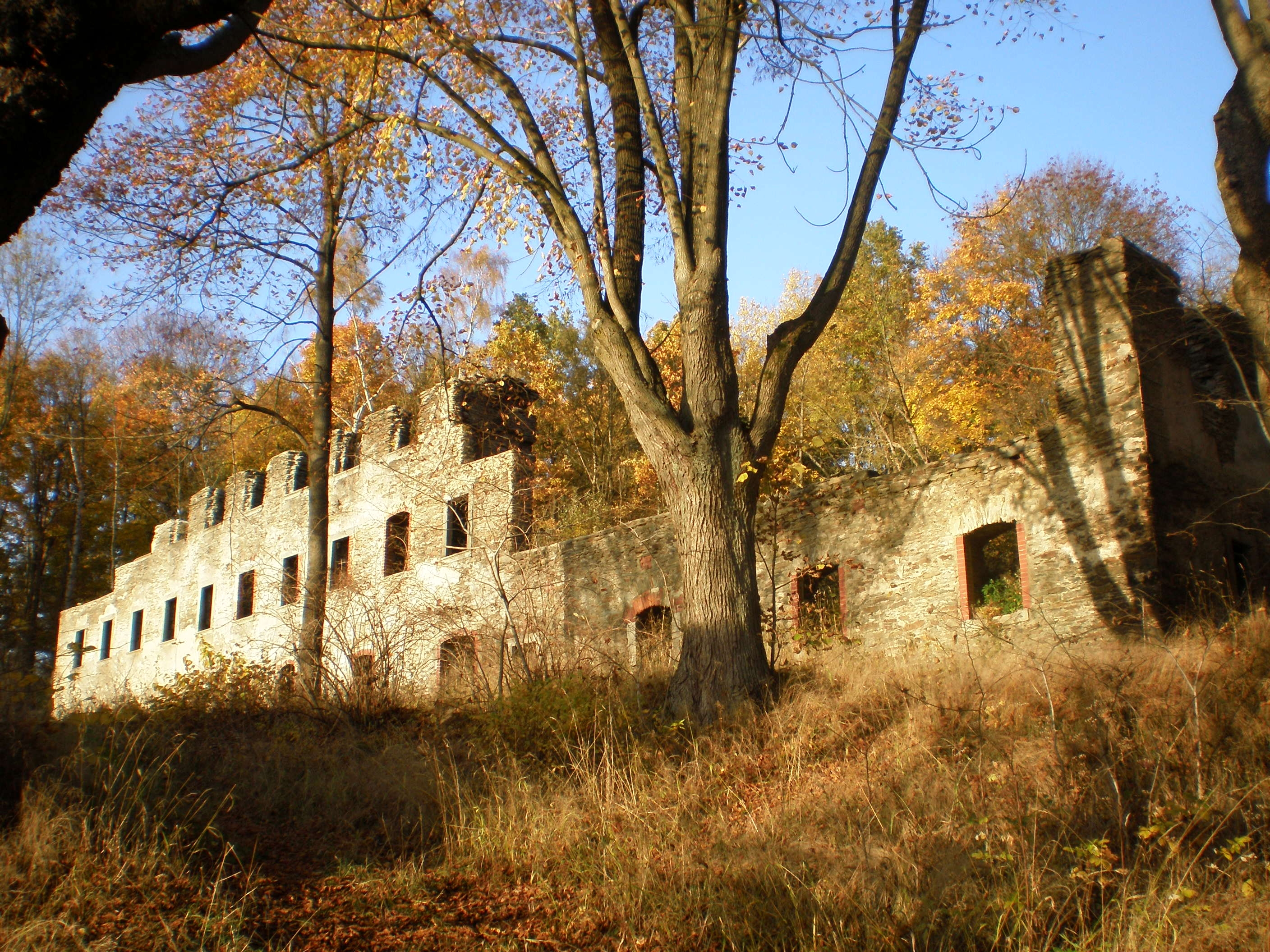
A Zedtwitz-kastély romjai

## Fordítás
- Ez a szócikk részben vagy egészben a Podhradí (okres Cheb) című cseh Wikipédia-szócikk ezen változatának fordításán alapul.  Az eredeti cikk szerkesztőit annak laptörténete sorolja fel. Ez a jelzés csupán a megfogalmazás eredetét és a szerzői jogokat jelzi, nem szolgál a cikkben szereplő információk forrásmegjelöléseként.

## Külső hivatkozások
- Neuberg vára (cseh nyelven)